# Project Mohole

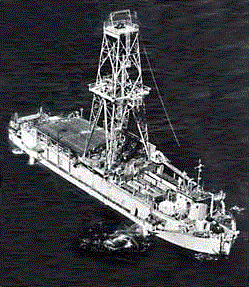
De Cuss 1

Project Mohole was een ambitieuze poging in de Verenigde Staten om door de aardkorst te boren in de Mohorovičić-discontinuïteit, ook wel Moho genoemd. Het project werd in maart 1957 geopperd door Walter Munk van het Scripps Institution of Oceanography in Californië, tevens lid van het Earth Science Panel van de National Science Foundation (NSF), en Harry Hess van de Princeton-universiteit.

## Doel
De Mohorovičić-discontinuïteit is de grenslaag tussen de aardkorst en de aardmantel. Door te boren in de mantel zouden waardevolle gegevens over de leeftijd van de aarde, de samenstelling van de mantel, en de processen in de mantel gevonden kunnen worden. Het project zou ook uitsluitsel kunnen geven over de continentverschuiving wat destijds nog een omstreden onderwerp was. Voorgesteld werd om te boren op de plaats waar de aardkorst het dunst is, in de oceanische korst. Boren in de continentale korst zou onpraktisch zijn, aangezien het boormateriaal de grote diepte en temperatuur niet aan zou kunnen. Daarbij gold nog het voordeel dat geologische monsters niet aangetast zouden zijn door de atmosfeer.

## Fase I
De American Miscellaneous Society (AMSOC), een informele groep wetenschappers waarvan Walter Munk eveneens deel uitmaakte, omarmde het idee. Deze groep was gevormd in 1952 toen de geofysici Gordon Lill en Carl Alexis van het Office of Naval Research merkten dat ze voorstellen behandelden die in geen enkel wetenschappelijk programma pasten. Hierop werd AMSOC gevormd. Nadat de NSF fondsen aan het project had toegekend, nam AMSOC in 1958 de leiding van de poging als onderdeel van de National Research Council's Division of Earth Sciences. Project Mohole, een samenvoeging van Moho en hole (gat), zou in drie fases uitgevoerd worden. Fase I begon in de lente van 1961.
Gebruik werd gemaakt van het boorschip Cuss I van Global Marine in Los Angeles. Een consortium van Continental, Union, Superior en Shell Oil (CUSS) had het schip oorspronkelijk ontwikkeld in 1956 als technologische proefbank van de ontluikende offshoreolieindustrie. Hoewel de Cuss I een van de eerste schepen was dat in staat was tot boringen in waterdieptes tot 200 meter (op ankers), werd door Project Mohole het bereik enorm uitgebreid door de belangrijke bijdrage aan wat tegenwoordig bekendstaat als dynamisch positioneringssysteem.

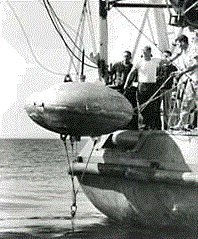
Onderzeese bakens voor positionering met behulp van sonar

In 1961 werd de Cuss I uitgerust met vier stuurbare schroeven. Het bleek mogelijk te zijn het schip in positie te houden boven de testput bij La Jolla, Californië, op een waterdiepte van 948 meter. Hierna werden voor de kust van Guadalupe, Mexico vijf putten geboord, de diepste op 183 meter onder de zeebodem in een waterdiepte van 3500 meter. Dit was ongekend: niet door de diepte van het boorgat, maar door de enorme waterdiepte en omdat het vanaf een niet verankerd platform gebeurde. Ook bleek het boormonster behoorlijk waardevol te zijn. Het bevatte sedimenten uit het Mioceen in de eerste laag van de aardkorst en de tweede laag — de laatste 13 meter van de boring — bleek uit basalt te bestaan.

## Fase II
Fase I bewees dat de technologie en kennis aanwezig waren om in de aardmantel te boren. Na het ongekende succes van fase I werd besloten de leiding over te dragen aan het NSF, terwijl het AMSOC-comité een adviserende rol kreeg.
Het NSF besloot om de veel grotere tweede fase uit te laten voeren door professioneel bedrijf. Veel bedrijven schreven zich in op dit ambitieuze programma, waarvan er vijf geselecteerd werden. Bovenaan stond Socony Mobil, gevolgd door Global Marine-Aerojet-Shell Marine, Zapata Offshore, General Electric en als laatste Brown & Root.
Het ontbrak Brown & Root aan wetenschappelijke ondersteuning, maar zij stelden dat zij hiertoe in Houston terug konden vallen op Rice, Texas A&M en de Universiteit van Texas. Hoewel niet bovenaan de evaluaties, verkreeg het bedrijf op 20 juni 1962 uiteindelijk de opdracht van de NSF. Daarbij speelde een rol dat het bedrijf had bewezen grote projecten te kunnen beheren en mogelijk ook dat de NSF niet wilde dat een oliemaatschappij een voordeel behaalde ten opzichte van andere. De relatie met Lyndon B. Johnson – ondertussen vicepresident, maar al lang steun en toeverlaat van Brown & Root – deed echter geruchten de ronde doen dat politieke invloed hier een rol had gespeeld.
Allereerst werd gezocht naar een geschikte locatie. De twee resulterende opties waren de Barracudabreuk bij Puerto Rico en de Hawaïaanse boog ten noordoosten van Maui. Uiteindelijk werd in januari 1965 voor de laatste gekozen omdat hier de afstand naar de mantel kleiner was en omdat de logistiek hier beter was. Boringen zouden eind 1967 moeten beginnen.

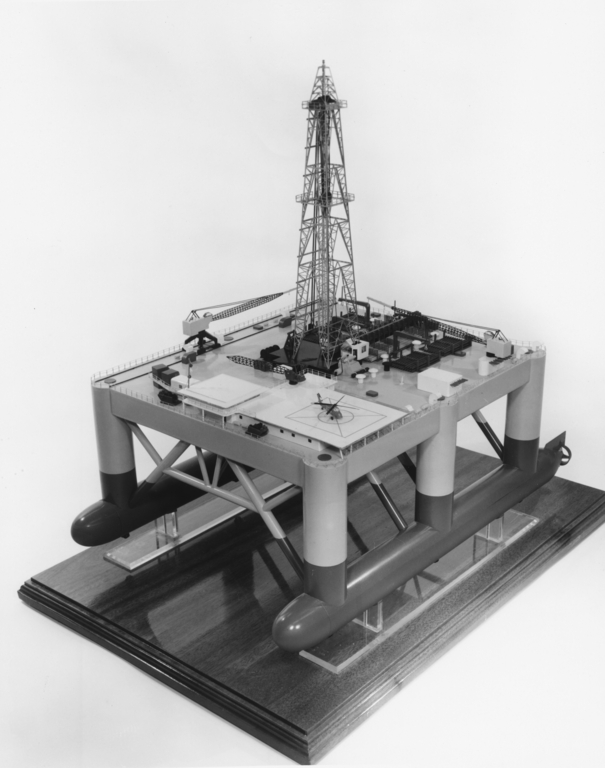
Hoewel nooit gebouwd, was het model dat Brown & Root ontwierp voor de tweede fase van Project Mohole een belangrijke stap naar de tweede generatie halfafzinkbare platforms.

Daartoe waren in februari 1963 drie ontwerpen voor een boorplatform gepresenteerd. Dit waren een halfafzinkbaar platform (semi) met vier kolommen op basis van de Blue Water Rig No. 1, een omgebouwde T2-tanker en een geheel nieuw boorschip. Uiteindelijk werd vanuit het oogpunt van stabiliteit gekozen voor een semi met twee pontons met op elk daarvan drie kolommen. Modeltesten werden uitgevoerd bij het David Taylor Model Basin, het Davidson Laboratory van het Stevens Institute en de Universiteit van Michigan. Begin 1964 werd het conceptontwerp aan Gibbs & Cox gegeven om uitgewerkt te worden tot detailontwerp. Begin 1965 werd aan National Steel and Shipbuilding in San Diego de opdracht tot bouw verstrekt.
Honeywell moest daarbij een dynamisch positioneringssysteem ontwerpen waarmee het schip zichzelf op positie kon houden zonder gebruik van ankers. Daartoe werd onder meer een short baseline-systeem ontworpen.
Ook de boorstang was een uitdaging met een lengte van zo'n tien kilometer en een gewicht van zo'n 500 ton. Om het gewicht te ondersteunen, werden er drijvers ontworpen voor de boorstang. Daarnaast werd de turboboor verder ontwikkeld om te voorkomen dat de boortijd te veel toe zou nemen met toenemende diepte.
Voor zowel het semi-ontwerp, het DP-systeem als de boorkop gold dat dit concepten waren die aan het begin van hun ontwikkeling stonden. Het kostte veel tijd en geld om het tot een volwassen stadium te brengen. Het budget werd dan ook overschreden, terwijl er daarnaast onvrede bestond bij AMSOC over de doelstellingen van het project. In 1964 ontbond AMSOC zichzelf uiteindelijk.
De budgetoverschrijdingen dreigden ten koste te gaan van andere wetenschappelijke projecten, zeker naarmate de Vietnamoorlog meer geld ging kosten. Albert Thomas – ook een oude bekende van Brown & Root – wist vanuit het House Committee on Appropriations het project lange tijd te beschermen, maar nadat hij in februari 1966 overleed, was deze steun verdwenen. In combinatie met de geruchten over de relatie tussen de Browns en Johnson werd de druk op het project steeds groter tot het uiteindelijk in oktober 1966 gestopt werd. Donald Rumsfeld speelde hierbij een belangrijke rol en hij wees er op dat eerdere pogingen om het project te stoppen, waren tegengehouden door president Johnson en dat deze financiële steun kreeg van de Browns.
De overblijfselen van Project Mohole werden het Joint Oceanographic Institutions for Deep Earth Sampling (JOIDES), voorloper van het huidige Joint Oceanographic Institutions (JOI), dat in 1966 opdracht kreeg van het NSF het Deep Sea Drilling Program op te zetten. Dit was een kleinschaligere opzet met minder innovatie en meer gebruikmakend van de voortgang die werd gemaakt door de commerciële booraannemers.
In 1970 begon de Sovjet-Unie een soortelijk project, maar dan op land, het superdiep boorgat van Kola.